# 马来西亚—南非关系
马来西亚—南非关系（英語：Malaysia–South Africa relations）是马来西亚与南非之间的外交关系。马来西亚在比勒陀利亚设有高级专员公署，南非在吉隆坡设有高级专员公署。两国关系一直非常好，彼此视其为发展中国家的亲密伙伴。两国都是英联邦的正式成员。

## 历史

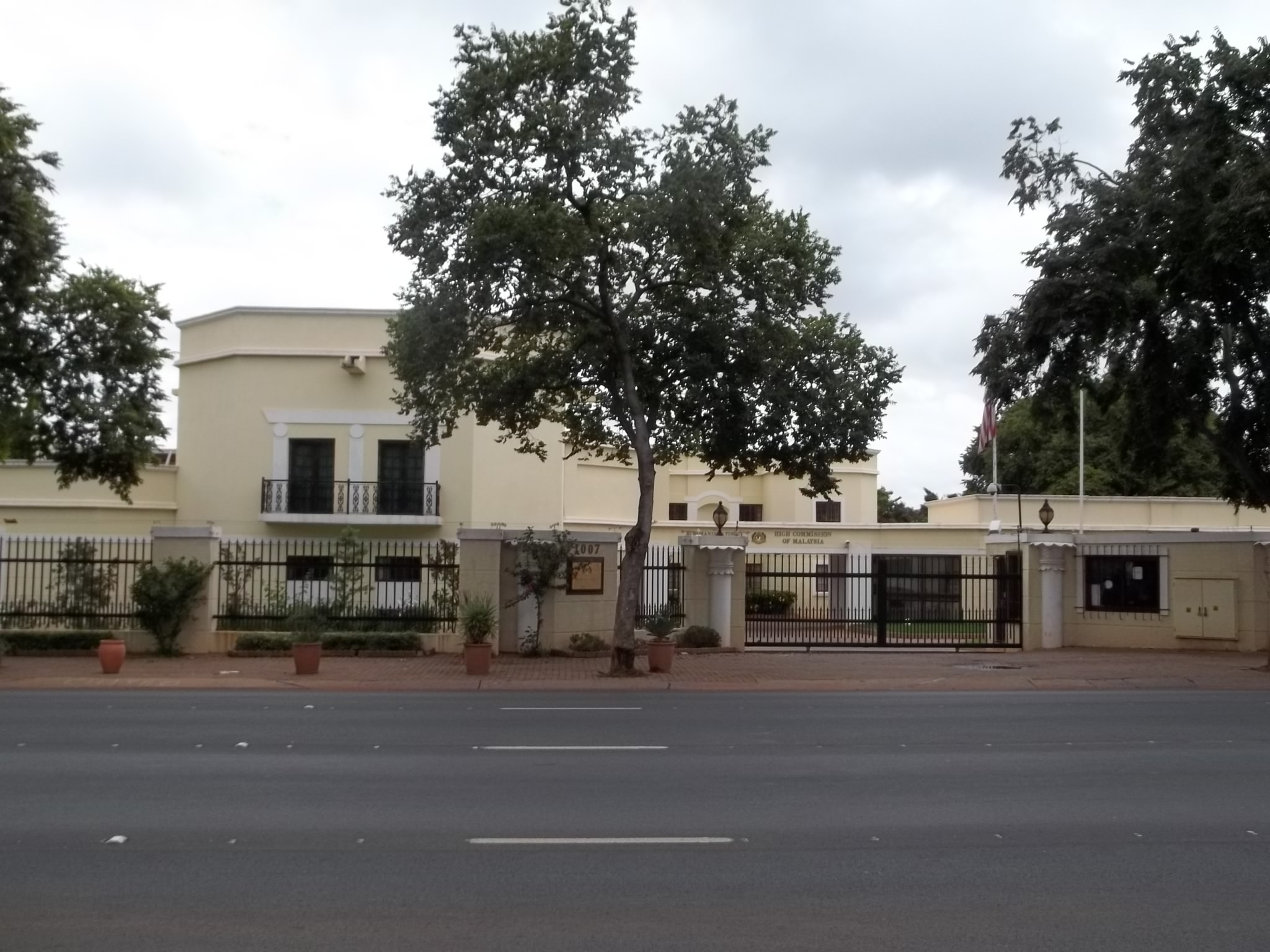
马来西亚驻南非高级专员公署

在脱离大英帝国独立后，马来西亚（当时称马来亚联邦）支持孤立南非白人少数政府的行动及其种族隔离政策，导致南非于1961年退出英联邦。马来西亚还实施了对南非的往来旅行禁令，该禁令后来于1991年解除，次年在约翰内斯堡设立了联络处。1992年10月26日，吉隆坡和约翰内斯堡之间开始每周直航。两国于1993年11月8日建立外交关系。1997年3月，南非总统纳尔逊·曼德拉对马来西亚进行国事访问，以加强两国之间的经济联系，期间也签署了多项经济协议。
在非国大反对种族隔离的斗争中，马来西亚是其最坚定的支持者之一。时任首相马哈迪·莫哈末是曼德拉于1990年获释后第一位拜访曼德拉的国外领导人。